# Dekanat Gdańsk
Dekanat Gdańsk – jeden z 5 dekanatów diecezji białostocko-gdańskiej Polskiego Autokefalicznego Kościoła Prawosławnego.

## Parafie
W skład dekanatu wchodzi 5 parafii:
- parafia Przemienienia Pańskiego w Braniewie
  - cerkiew Przemienienia Pańskiego w Braniewie
- parafia św. Marii Magdaleny w Elblągu
  - cerkiew św. Marii Magdaleny w Elblągu
- parafia św. Mikołaja w Gdańsku
  - cerkiew św. Mikołaja w Gdańsku
- parafia św. Mikołaja w Ornecie
  - cerkiew św. Mikołaja w Ornecie
  - cerkiew św. Włodzimierza w Morągu
- parafia św. Onufrego w Pasłęku
  - cerkiew św. Onufrego w Pasłęku